# ديامانتينا (ميناس جيرايس)
ديامانتينا، ميناس جيرايس هي بلدية في البرازيل، تتبع ميناس جرايس، بلغ عدد سكانها 44٬259  نسمة، في 2000، تبلغ مساحتها 3٬869٫830 كيلومتر مربع.

## الموقع
تشترك في الحدود مع:
- Bocaiúva [الإنجليزية]‏
- Olhos-d'Água [الإنجليزية]‏
- Senador Modestino Gonçalves [الإنجليزية]‏
- Gouveia, Minas Gerais [الإنجليزية]‏
- Couto de Magalhães de Minas [الإنجليزية]‏.

## مدن توأم
المدن التوأم:
- أوراديا
- سانغانو.

## أعلام
- أوريليانو ليزا
- أليكس أنتونيو دي ميلو سانتوس
- جوسيلينو كوبيتشيك
- هنريكي دومون
- إيفانيلسون